# Prealpi nord-occidentali di Stiria
Le Prealpi nord-occidentali di Stiria (in tedesco Nordwestliches steirisches Randgebirge) sono una sottosezione delle Prealpi di Stiria (Steirisches Randgebirge, Steirische Voralpen).
Si trovano in Austria (Stiria).

## Classificazione
Secondo la SOIUSA sono una sottosezione delle Prealpi di Stiria ed hanno come codice il seguente: II/A-20.I.
Secondo la classificazione tedesca dell'AVE sono comprese nelle Alpi della Lavanttal che hanno un'estensione maggiore. Corrispondono al codice AVE: 46b/NE.

## Delimitazioni
Confinano:
- a nord con le Alpi Nord-orientali di Stiria (nelle Alpi Settentrionali di Stiria) e separate dal corso del fiume Mura;
- a nord-est con le Prealpi centrali di Stiria (nella stessa sezione alpina) e separate dal corso del fiume Mura;
- a sud-est si stemperano nella Pianura Pannonica;
- a sud con le Prealpi sud-occidentali di Stiria (nella stessa sezione alpina) e separate dallo Steinbauer Sattel;
- a sud-ovest con le Alpi della Lavanttal (nelle Alpi di Stiria e Carinzia) e separate dall'Obdacher Sattel;
- ad ovest con i Tauri di Seckau (nelle Alpi dei Tauri orientali) e separate dal corso del fiume Mura;
- a nord-ovest con le Alpi dell'Ennstal (nelle Alpi Settentrionali di Stiria) e separate dal corso del fiume Mura.

## Suddivisione
Si suddividono in tre supergruppi e cinque gruppi (tra parentesi i codici SOIUSA dei supergruppi e dei gruppi):
- Stubalpe i.s.a. (A)
  - Packalpe (A.1)
  - Stubalpe p.d. (A.2)
- Gleinalpe (B)
  - Gruppo dello Speikkogel (B.3)
  - Gruppo Roßeck-Wettelkogel (B.4)
- Montagne Occidentali di Graz (C)
  - Gruppo dell'Heiggerkogel (C.5)

## Montagne

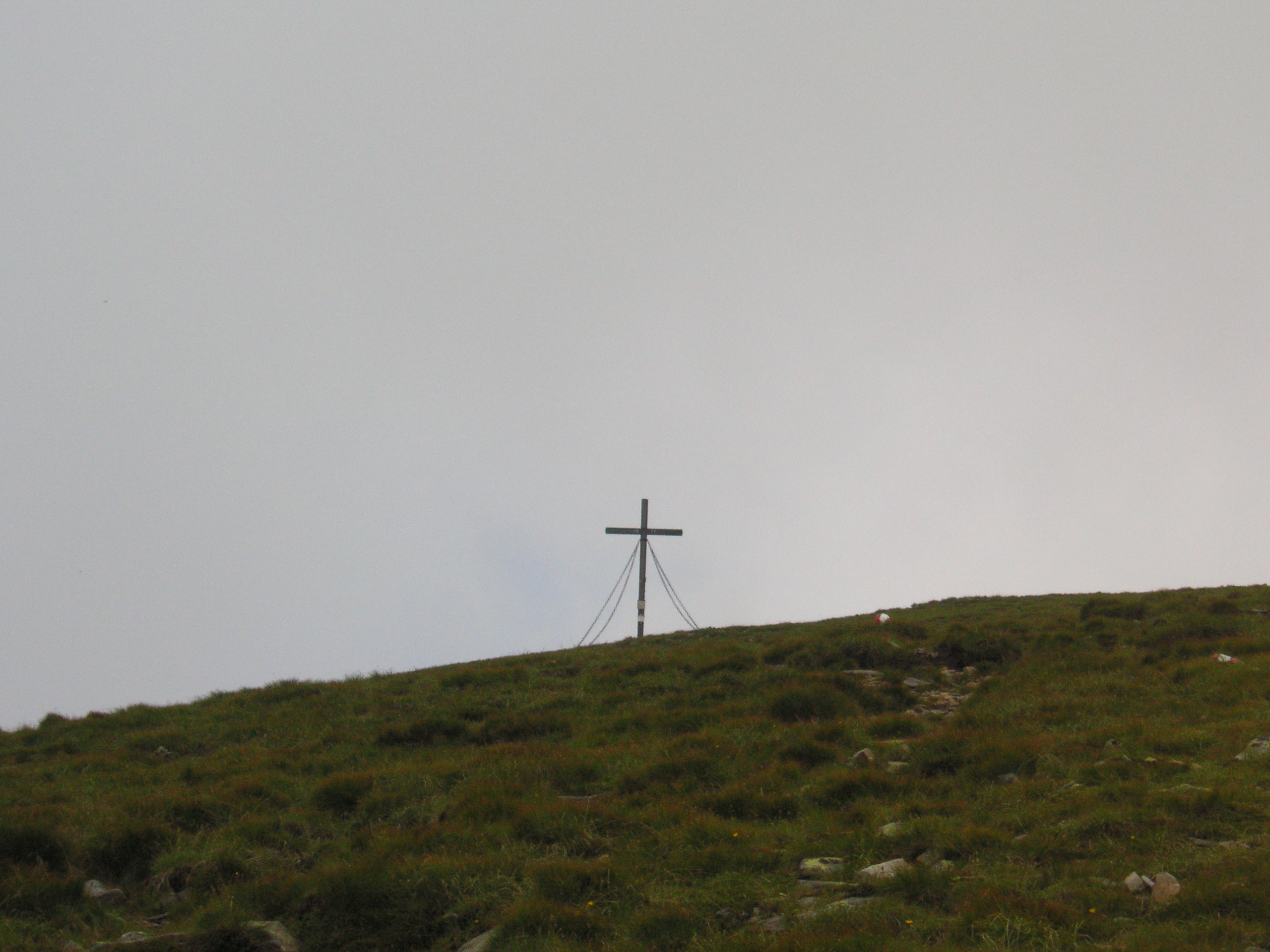
Vetta dello Speikkogel.

- Ameringkogel - 2.184 m
- Speikkogel - 1.993 m
- Lenzmoarkogel - 1.991 m
- Rappoldkogel - 1.928 m